# دیمیتری آلنیچف
دیمیتری آلنیچف (روسی: Дмитрий Анатольевич Аленичев؛ زادهٔ ۲۰ اکتبر ۱۹۷۲) یک بازیکن فوتبال اهل روسیه است.
وی همچنین در تیم ملی فوتبال روسیه بازی کرده‌است.